# Toulouzette
Toulouzette település Franciaországban, Landes megyében. Lakosainak száma 309 fő (2022. január 1.). Toulouzette Cauna, Hauriet, Montaut, Nerbis, Saint-Sever és Souprosse községekkel határos.

## Népesség
A település népessége az elmúlt években az alábbi módon változott:
| Lakosok száma | 341  | 300  | 257  | 267  | 301  | 314  | 322  | 329  | 323  | 309  |
|               | 1968 | 1982 | 1990 | 2006 | 2013 | 2015 | 2017 | 2019 | 2020 | 2022 |